# نعيم بن موسى
نعيم بن موسى كان عالم رياضيات عربي من العصر الذهبي للإسلام عاش في النصف الثاني من القرن التاسع في مدينة بغداد. وكان والده محمد بن موسى بن شاكر، أكبر ثلاثة أشقاء من بني موسى.

## مجموعة مقترحات ذات طابع هندسي
ومع أن نعيم لا يُعتبَر عالم رياضيات رئيس، ولكن له أطروحة عن مجموعة من المقترحات ذات الطابع الهندسي تعكس الثقافة الرياضياتية البغدادية العميقة في القرن التاسع. ولا يوجد لهذه الأطروحة الآن إلا نسخة واحدة فقط، وهي محفوطة في مكتبة جامعة إسطنبول. ترجم رشدي راشد وكريستيان هوزل أطروحته إلى الفرنسية.